# 哲語
哲语是由越南哲族说的一个方言群，在邻国老挝有450人的一个小使用族群（在甘蒙省）。它可能与阿楞语最为接近。
哲语有四个音区。与现代越南语不同，哲语仍然允许在前面添加次要音节，例如“熊”作cha kũu（cakuː4）（越南语：gấu）。
另外，哲语麻连方言(Malieng)和麻楞语(Maleng)的名称类似，但前者为越芒语族哲语支哲语的一种方言，后者属越芒语族哲语支麻楞语。